# Musée Tinguely

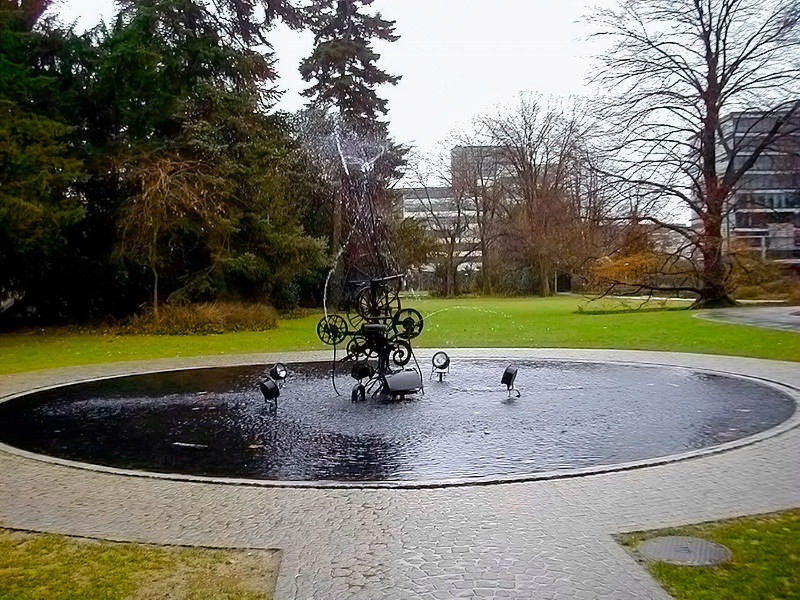
Fontaine de Jean Tinguely à l'entrée du musée.

Le musée Tinguely, conçu par l'architecte tessinois Mario Botta, est un musée établi à Bâle, en Suisse, et consacré à l'artiste plasticien Jean Tinguely.
Le musée, inauguré en 1996, est protégé au titre des biens culturels suisses d'importance nationale.
Sa femme, Niki de Saint Phalle, a contribué à la création du musée en lui léguant cinquante cinq sculptures de son mari. Elle a également fait don au musée d'une de ses Nana, Gwendolyn, ainsi que le dessin d'un projet réalisé en commun : Hon, une Nana géante habitable et détruite ensuite.

## Le bâtiment
Le musée se compose de cinq corps de bâtiment reliés entre eux, dont trois s'ouvrent, côté ouest,   grâce à de grandes baies vitrées, sur le parc où on peut voir une fontaine mécanique Tinguely au milieu d’un bassin et des statues de Niki de Saint Phalle.
Les côtés est, aveugle, et nord protègent des bruits de la circulation.
Le côté sud permet d’accéder, par une rampe donnant à voir le Rhin, au premier étage. De là on accède à l’étage supérieur, ou aux deux étages inférieurs, dont l’immense rez-de-chaussée qui accueille les sculptures animées les plus imposantes.

## Expositions
- Les collections permanentes du Musée présentent une sélection de ses machines sculptures, reliefs et dessins de toutes les périodes de sa carrière. Parmi ces machines se trouvent un grand nombre de Méta Matics nom donné à des sculptures animées qui sont aussi des machines à dessiner[3].
- Le musée offre de surcroît un programme varié d’expositions temporaires sur les artistes compagnons et contemporains de Tinguely, tels Bernhard Luginbühl, Niki de Saint Phalle et Yves Klein, sur ses modèles tels Marcel Duchamp et Kurt Schwitters, et sur des thèmes liés à l’art cinétique contemporain.